# Cratylos (Platon)
Cratylos sau Cratil (în greacă veche Κρατύλος) este un dialog scris de Platon.